# 小野瀬みらい
小野瀬 みらい（おのせ みらい、1992年3月16日 - ）は日本のタレント、女優。東京都出身。フリー

## 人物
高校 から大学の7年間ソフトボール部で活躍し、大学時代 は週6日3時半起床で千葉外房まで2時間半を掛けて電車通学していたという根性の持ち主。ソフトボールでは右投げ・右打ち、文字も右なのに、箸は左という不思議ちゃんでもある。タレントになった理由は、父の『やってみたらー？』という軽はずみ？な言葉がきっかけで、事務所のオーディションを受け、合格したのでとの事。アクション女優を目指しキックボクシングを始めたと言うガチ体育会系女子である。根っからの負けず嫌いの様であるが、天性の天然癒し系のかわいい一面も持ちあわせている。現在、SF・アクションファンタジーなど、舞台を中心に活動しているが2014年4月 釣りビジョン「大漁 ! 関東沖釣り爆釣会」の五代目リーダーに就任し初テレビレギュラーを獲得した。

## 出演

### テレビ
- 「ビギナーズラック」（釣りビジョン）大漁 ! 関東沖釣り爆釣会の部分編集放送（真鯛釣り）（2014年8月）
- 「FV CLIMAX しろ~と5 2014」（釣りビジョン）初参戦 ! （2014年12月28日初回放送）
- 「体験！ワールドフィッシングガイドサービス2」（釣りビジョン）（2014年12月30日初回放送）

- 「釣りはじめます」（#2愛媛編）」ナレーター（釣りビジョン）（2015年5月17日初回放送）
- 「しろ〜とオススメ」でしろ〜と5 2015出演の5人娘が2016年にオススメする初釣りを紹介（釣りビジョン、2015年 12/29初回放送）
- 「FV CLIMAX しろ～と5 2015」（釣りビジョン、2015年12/29初回放送）

- 「勝手に番組ジャック～20 大漁！関東沖釣り爆釣会をジャックせよ！～」（釣りビジョン）（2016年1月3日初回放送）
- 「釣りはじめます」（#19長野編）」ナレーター（釣りビジョン）（2016年1月31日初回放送）
- TBS金曜ドラマ「わたしを離さないで」原作：カズオ・イシグロ 脚本：森下佳子 第3話(2015年1月29日) 同級生役 調理実習シーンでお魚捌いていた。
- 「釣りはじめます」（#24沖縄編）」ナレーター（釣りビジョン）（2016年4月17日初回放送）
- 「釣りはじめます」（#29千葉編）」ナレーター（釣りビジョン）（2016年7月17日初回放送）
- 「釣りはじめます」（#38釧路編）」ナレーター（釣りビジョン）（2016年12月４日初回放送）

- 「ジャパンフィッシングショー 2017」柳野玲子、彼方茜香と3姉妹でレポーター（釣りビジョン）（2017年2月12日初回放送）
- 「釣りはじめます」（#42京都編）」ナレーター（釣りビジョン）（2017年2月19日初回放送）
- 「釣りはじめます」（#48秋田編）」ナレーター（釣りビジョン）（2017年5月21日初回放送）
- しろ〜と5 2017 （釣りビジョン）（2017年12月31日初回放送）
- 「大漁 ! 関東沖釣り爆釣会」（釣りビジョン）5代目リーダー（2014年4月 〜2018年3月卒業）
- 「つりステ釣会議」（釣りビジョン）コメンテーター　(2018年9月15日～　)
- 『釣りうぇ～ぶ』(釣りビジョン)

### ドラマ
- プライベートバンカー 第2話（2025年1月16日、テレビ朝日） - ヨガインストラクター 役[3]

### ネットTV
- 「COSrevo 〜コスレボリューション 〜 」番組レギュラーMC ニコニコ動画のちスティッカムTVによるインターネット配信（2014年8月 〜 ）
- 「役者のから回り」メインMC  若手俳優、女優、声優と研修生、ゲストが織りなすトーク、お笑い、持ち込み企画などらんでもやってみる実験番組！(2015年7月〜)
- 『船釣りチャンネル』　『木更津ストレイシープ』などのネット配信の釣番組にレギュラー出演中(2019年3月～)

### 舞台
- 『足長おじさん〜 ジュディ物語 〜 』（2013年7月11日 - 15日、アトリエ・アプローズ） - ジュディ役
- 『鉄火のいろは−幕末火消四十八景−』（2013年8月28日 - 9月1日、中目黒ウッディシアター） - 茜役
- 『WORLD』（2013年10月18日 - 27日、シアター1010） - クレオ役
- 『BLAZBLUE〜CONTINUUM SHIFT〜』（2014年3月6日 - 9日、天王洲銀河劇場）
- 『ノブナガ・ザ・フールact.2 〜乱の恋人〜』（2014年4月6日、TOKYO DOME CITY HALL）
- 『ノブナガ・ザ・フールact.3 〜最後の晩餐〜』（2014年7月20日、有明コロシアム）
- 『OASIS』（2014年4月30日 - 5月4日、シアターサンモール） - チクリ役[4]
- 『天切り松闇がたり〜衣紋坂から -ザ ファイナル編-』（2014年11月14日 - 16日、銀座博品館劇場）
- 『WILD HALF〜奇跡の確率〜』（2015年1月15日 - 18日、 六行会ホール） - 藤枝役[5]
- 『HIDEYOSHIー2015ー』（2015年3月3日 - 8日、シアターグリーン BIG TREE THEATER） - くの一役
- 『WORLD2015』（2015年7月30日 - 8月2日、 東京芸術劇場シアターイースト） - クレオ役
- 『FLYING PIRATESネバーランド漂流記-featuringGUY’S-』（2015年9月18日 - 23日、 新宿村LIVE） - 高校生・犬山奈々役
- あだちあさみプロデュース公演『磐田屋の最後の一日と淡い炎色反応』（2016年1月22日 - 24日、ウッディシアター中目黒） - カリスマクレーマー・沢井千登勢役
- 『FLYING PIRATESネバーランド漂流記-featuringGUY’S-』再演（2016年3月26、27日、サンリオピューロランド内 1Fフェアリーランドシアター） - 高校生・犬山奈々役
- 『誰かこの状況を説明してください!〜契約から始まるウェディング〜』（2016年7月27日 - 31日、大塚 萬劇場） - ヒロイン・ヴィオラ役
- あだちあさみプロデュース公演第2弾『磐田屋の最悪の一日と遠い環水平アーク』（2016年9月29日 - 10月2日、東演パラータ） - クレーマーから転身した仲居・沢井千登勢役
- フライドBALL企画Vol.17『底辺駆ける高さ』（2016年11月10日 - 13日、明石スタジオ） - ヒロイン・浅岡雫役
- ピウス企画『コンカツ狂騒曲』（2016年12月17日 - 25日、サンモールスタジオ） - 剛田愛子(29)役
- 劇団たいしゅう小説家 Present`s 15 周年記念第一弾！『TRICK OR TRUTH』（2017年1月25日 - 29日、萬劇場）
- 学園型演劇集団「聖ルドビコ学園」アサルトリリィ×私立ルドビコ女学院vol.3 『シュベスターの誓い』（2017年3月1日 - 5日、中野ザ・ポケット） - 瀬戸・ベロニカ・いちか役
- 東京印PRESENTS『TIME TRAIN　～さよならの向こう側～』（2017年4月11日 - 16日、劇場MOMO） - 未来役
- 『狂言・歌謡曲・ミュージカル・落語』ミュージカル部門（2017年5月14日、セルリアンタワー能楽堂）
- 朝倉薫プロデュース・ガールズハイパーミュージカル『遥かなるミドルガルズ』（2017年5月30日 - 6月4日、シアターブラッツ） - 生徒会長・蒼井光役
- 夏草～夜明けを待ちながら～（2017年9月2日 - 5日、R’sアートコート（労音大久保会館）） - 蒲池聡美役
- Office54プロデュース公演 舞台『23区女子-Survive-』（2018年2月21日 - 26日、座・高円寺2） - 豊島区役
- Otona Project第十八弾 演劇ユニット【爆走おとな小学生】第五回特別授業 『あたしをくらえ。』（2018年10月11日 - 15日、新宿村LIVE） - team Vウィルス(ヴィーガン)（ダブルキャストの担当チーム）
- 学園型演劇集団「聖ルドビコ学園」アサルトリリィ×私立ルドビコ女学院『白きレジスタンス～真実の刃～』（2019年11月29日 - 12月3日、新宿村LIVE） - 野坂・ジャクリーヌ・風音役
- 朗読劇『READING LIVE DREAM〜2020 in October〜』（2020年10月9日 - 18日、中目黒ウッディシアター）
- アサルトリリィ『御台場女学校編 -The Singular Ability-』（2021年8月20日 - 29日、紀伊國屋ホール） - 中原・メアリィ・倫夜役
- アサルトリリィ『御台場女学校編 -The Empathy Phenomenon-』（2022年2月17日 - 28日、紀伊國屋サザンシアター TAKASHIMAYA） - 中原・メアリィ・倫夜役